# Nooran Ba-Matraf
Nooran Ahmed Ali Ba Matraf (* 25. November 1999) ist eine jemenitische Schwimmerin.
Nooran Ba-Matraf startete bei den Schwimmweltmeisterschaften 2015 im russischen Kasan über 200 m Brust. Sie erreichte eine Zeit von  3:07.78 Minuten. Über 100 m Schmetterling erzielte sie eine Zeit von 1:14,43 Minuten. Damit hatte sie sich für die nächsten Olympischen Spiele qualifiziert.
Bei den Olympischen Spielen 2016 startete sie über 100 m Schmetterling. Sie wurde mit einer Zeit von 1:11,16 min 42. von 45 Schwimmerinnen und schied im Vorlauf aus.
Sie ist 1,66 m groß und 60 kg schwer.